# Монастирищенське лісництво
Монастири́щенське лісництво — структурний підрозділ Уманського лісового господарства Черкаського обласного управління лісового та мисливського господарства.
Офіс знаходиться в місті Монастирище Монастирищенського району Черкаської області.

## Лісовий фонд
Лісництво охоплює ліси всього Монастирищенського та північно-західної частини Христинівського районів.
Сюди входить:
- Матвіївський ліс, ліс Круглик, ліс Морвин, Підвисокий ліс, Панасовий ліс, ліс Довжик, Великий ліс, Казенний ліс, Малий ліс.

## Об'єкти природно-заповідного фонду
У віданні лісництва перебувають:
- Монастирищенський парк — парк-пам'ятка садово-паркового мистецтва